# Chlorochaeta rosea
Chlorochaeta rosea är en fjärilsart som beskrevs av Edward Alfred Cockayne 1952. Chlorochaeta rosea ingår i släktet Chlorochaeta och familjen mätare. Inga underarter finns listade i Catalogue of Life.